# Michel Sapin
Michel Sapin (Boulogne-Billancourt, 9 d'abril de 1952) és un polític socialista francès.
Va ser diputat del departament de l'Indre i dels Hauts-de-Seine, i també ministre delegat del ministre de Justícia francès (des de maig de 1991 a l'abril de 1992) durant el govern d'Édith Cresson), ministre d'Economia i d'Hisenda (entre abril de 1992 i març de 1993 del govern de Pierre Bérégovoy i ministre de la Funció pública i de la Reforma de l'Estat en el govern de Lionel Jospin.
També va ser president del consell regional de la regió del Centre de 1998 a 2000 i després de 2004 a 2007. Fou reelegit el 2007 diputat de l'Indre i batlle d'Argenton-sur-Creuse.